# (117) Lomia
(117) Lomia ist ein Asteroid des äußeren Hauptgürtels, der am 12. September 1871 vom französischen Astronomen Alphonse Louis Nicolas Borrelly am Observatoire de Marseille entdeckt wurde.
Die Benennung des Asteroiden leitet sich sehr wahrscheinlich von „Lamia“ ab, wurde aber ursprünglich falsch als „Lomia“ geschrieben. Lamia, Königin von Libyen, war eine Geliebte von Zeus und wurde von der eifersüchtigen Hera in den Wahnsinn getrieben. Der Name wurde noch einmal bei der Benennung von (248) Lameia verwendet.

## Wissenschaftliche Auswertung
Aus Ergebnissen der IRAS Minor Planet Survey (IMPS) wurden 1992 Angaben zu Durchmesser und Albedo für zahlreiche Asteroiden abgeleitet, darunter auch (117) Lomia, für die damals Werte von 148,7 km bzw. 0,05 erhalten wurden. Mit dem Satelliten Midcourse Space Experiment (MSX) wurden 1996 bis 1997 im Rahmen der Infrared Minor Planet Survey (MIMPS) Daten erhalten, aus denen Werte von 143,6 km bzw. 0,06 bestimmt wurden. Eine Auswertung von Beobachtungen durch das Projekt NEOWISE im nahen Infrarot führte 2011 zu vorläufigen Werten für den Durchmesser und die Albedo im sichtbaren Bereich von 173,3 km bzw. 0,04. Nachdem die Werte nach neuen Messungen mit NEOWISE 2012 auf 209,0 km bzw. 0,03 korrigiert worden waren, wurden sie 2014 auf 161,6 km bzw. 0,06 geändert. Nach der Reaktivierung von NEOWISE im Jahr 2013 und Registrierung neuer Daten wurden die Werte 2015 zunächst mit 134 oder 137 km bzw. 0,05 angegeben und dann 2016 korrigiert zu 159 oder 176 km bzw. 0,04 oder 0,05, diese Angaben beinhalten aber alle hohe Unsicherheiten.
Eine spektroskopische Untersuchung von 820 Asteroiden zwischen November 1996 und September 2001 am La-Silla-Observatorium in Chile ergab für (117) Lomia eine taxonomische Klassifizierung als X-Typ.
Photometrische Beobachtungen von (117) Lomia fanden erstmals statt vom 25. bis 27. September 1985 an der Außenstelle Loiano des Observatoriums von Bologna in Italien. Aus der gemessenen Lichtkurve konnte für den Asteroiden eine Rotationsperiode von 9,127 h bestimmt werden. Die Auswertung von inzwischen 19 vorliegenden Lichtkurven und zusätzlichen Daten aus dem Zeitraum 2003 bis 2013 ermöglichte dann in einer Untersuchung von 2016 die Erstellung eines Gestaltmodells für den Asteroiden und die Angabe zweier alternativer Lösungen für die Position der Rotationsachse mit retrograder Rotation und einer Rotationsperiode von 9,12417 h.
Zwischen 2012 und 2018 wurden mit der All-Sky Automated Survey for Supernovae (ASAS-SN) auch photometrische Daten von 20.000 Asteroiden aufgezeichnet. Auf mehr als 5000 davon konnte erfolgreich die Methode der konvexen Inversion angewendet werden, darunter auch (117) Lomia, für die in einer Untersuchung von 2021 ein verbessertes dreidimensionales Gestaltmodell für eine Rotationsachse mit retrograder Rotation und einer Periode von 9,1242 h berechnet wurde.
Abschätzungen von Masse und Dichte für den Asteroiden (117) Lomia aufgrund von gravitativen Beeinflussungen auf Testkörper hatten in einer Untersuchung von 2012 zu einer Masse von etwa 6,08·1018 kg geführt und mit einem angenommenen Durchmesser von etwa 147 km zu einer Dichte von 3,67 g/cm³ bei keiner Porosität. Diese Werte besitzen eine Unsicherheit im Bereich von ±13 %.